# 阿斯瑪·查特基
阿斯瑪·查特基（1917年9月23日—2006年11月22日）是一名印度化學家，以她在有機化學和植物醫學領域的成就聞名。查特基最爲傑出的研究包括长春花生物碱以及抗癲癇、抗瘧疾藥物的研發，并在印度次大陸範圍内的藥用植物方面撰寫了相當多的研究材料。